# Phalaenopsis luteola
Phalaenopsis luteola är en orkidéart som beskrevs av Frederick William Thomas Burbidge, Garay, Christenson och Olaf Gruss. Phalaenopsis luteola ingår i släktet Phalaenopsis och familjen orkidéer. Inga underarter finns listade i Catalogue of Life.